# Plesiocleidochasma normani
Plesiocleidochasma normani är en mossdjursart som först beskrevs av Livingstone 1926.  Plesiocleidochasma normani ingår i släktet Plesiocleidochasma och familjen Phidoloporidae. Inga underarter finns listade i Catalogue of Life.